# 陳藝瑟
陳藝瑟（韓語：진예솔，1985年9月24日—），韓國女演員，2009年參與SBS最後第11期公開招募電視劇演員出道。妹妹为前韩国女子团体天上智喜成员陈宝拉。
2023年6月，因酒駕而陷入爭議。

## 演出作品

### 電視劇
- 2009年：SBS《愛你千萬次》飾演 朴秀晶
- 2009年：SBS《天使的誘惑》 飾演 申賢智
- 2010年：SBS《我是傳說》飾演 雪姬的後輩
- 2010年：SBS《檢察官公主》飾演 助理檢察官
- 2010年：MBC《同伊》飾演 同伊的宮女
- 2010年：SBS《婦產科女醫生》飾演 金英美的高中同學姜秀雅
- 2010年：SBS《濟眾院》
- 2010年：SBS《Giant》飾演 女職員
- 2010年：SBS《我的女朋友是九尾狐》
- 2010年：SBS《南瓜花純情》飾演 俊善的秘書
- 2011年：SBS《新妓生傳》飾演 陳珠雅
- 2011年：SBS《49日》飾演 馬秀甄
- 2011年：SBS《別再猶豫》
- 2012年：MBN《愛情能用錢買嗎》飾演 洪美順
- 2012年：tvN《仁顯王后的男人》飾演 尹月
- 2012年：MBC《彷彿愛過》飾演 朱卿恩
- 2012年：JTBC《我們能結婚嗎》飾演 韓彩英
- 2013年：tvN《Nine：九回時間旅行》飾演 孫明姬（青年）
- 2013年：JTBC《她的神話》飾演 劉亞蘿
- 2014年：tvN《魔女的戀愛》飾演 鄭英彩（特別演出）
- 2014年：SBS《美女的誕生》飾演 李敏瑩
- 2015年：MBC《偉大的糟糠之妻》飾演 趙水晶
- 2016年：MBC《Monster》飾演 社員
- 2016年：SBS《你是禮物》飾演 姜世蘿
- 2017年：MBC《逆賊：偷百姓的盜賊》飾演 蘭香
- 2017年：MBC《歸來的福丹芝》飾演 申藝元/申宥真
- 2018年：JTBC《加油吧威基基》飾演 權慧珍作家（特別演出）
- 2018年：SBS《訓南正音》飾演 安仁晶
- 2019年：KBS《讓開，命運啊》飾演 鄭珍雅
- 2020年：MBC《我的燦爛人生》飾演 高尚雅
- 2022年：SBS《今日的網漫》飾演 池韓瑟
- 2023年：ENA《能成為陌生人嗎》飾演 智惠

### MV
- 2010年：PSY《Bionikka》
- 2010年：HyerYoung《你知道嗎》
- 2010年：J-Cera《因為是女子》

## 廣告
- 2010年：麥當勞香辣牛肉捲
- 2011年：뚜레주르
- 2012年：한국화장품
- 2013年：南韓彩粧品牌MCC (중국 MCC 화장품)

## 外部連結
- 陳藝瑟Cyworld （页面存档备份，存于）
- 陳藝瑟在时光网上的簡介（简体中文）
- 陳藝瑟在豆瓣上的资料（简体中文）
- 陳藝瑟的Instagram帳戶